# Alexandru Nilca
Alexandru Nilca (ur. 6 listopada 1945 w Târgu Mureș) – rumuński szablista, brązowy medalista olimpijski i dwukrotny medalista mistrzostw świata.
Na igrzyskach olimpijskich w Montrealu w 1976 reprezentacja Rumunii w składzie: Dan Irimiciuc, Ioan Pop, Marin Mustață, Cornel Marin, Alexandru Nilca zdobyła brązowy medal w zawodach drużynowych. Podczas rozgrywanych cztery lata później igrzysk olimpijskich w Moskwie był piąty w rywalizacji drużynowej. W obu przypadkach w zawodach indywidualnych nie wystartował.
Podczas mistrzostw świata w Grenoble w 1974 wraz z Danem Irimiciuciem, Cornelem Marinem i Ioanem Popem zdobył srebrny medal w zawodach drużynowych. Rumuni zostali jednak zdyskwalifikowani za stosowanie dopingu. W tej samej konkurencji zdobył też srebro na mistrzostwach świata w Buenos Aires (1977) i brąz na mistrzostwach świata w Budapeszcie (1975).